# Friedrich Mohs
Friedrich Vilar Mohs (Gernrode, 29 de janeiro de 1773 – Agordo, 29 de setembro de 1839) foi um geólogo e mineralogista alemão. 
Estudou em Halle e na Academia de Minas de Friburgo em Brisgóvia. Viveu um longo período na Áustria realizando estudos de mineralogia, se tornando professor da disciplina em Graz em 1812. Em 1818, devido ao falecimento de Abraham Gottlob Werner, foi nomeado catedrático de mineralogia na Academia de Minas de Friburgo. Em 1826, se mudou para Viena para lecionar, onde foi nomeado superintendente do gabinete imperial.

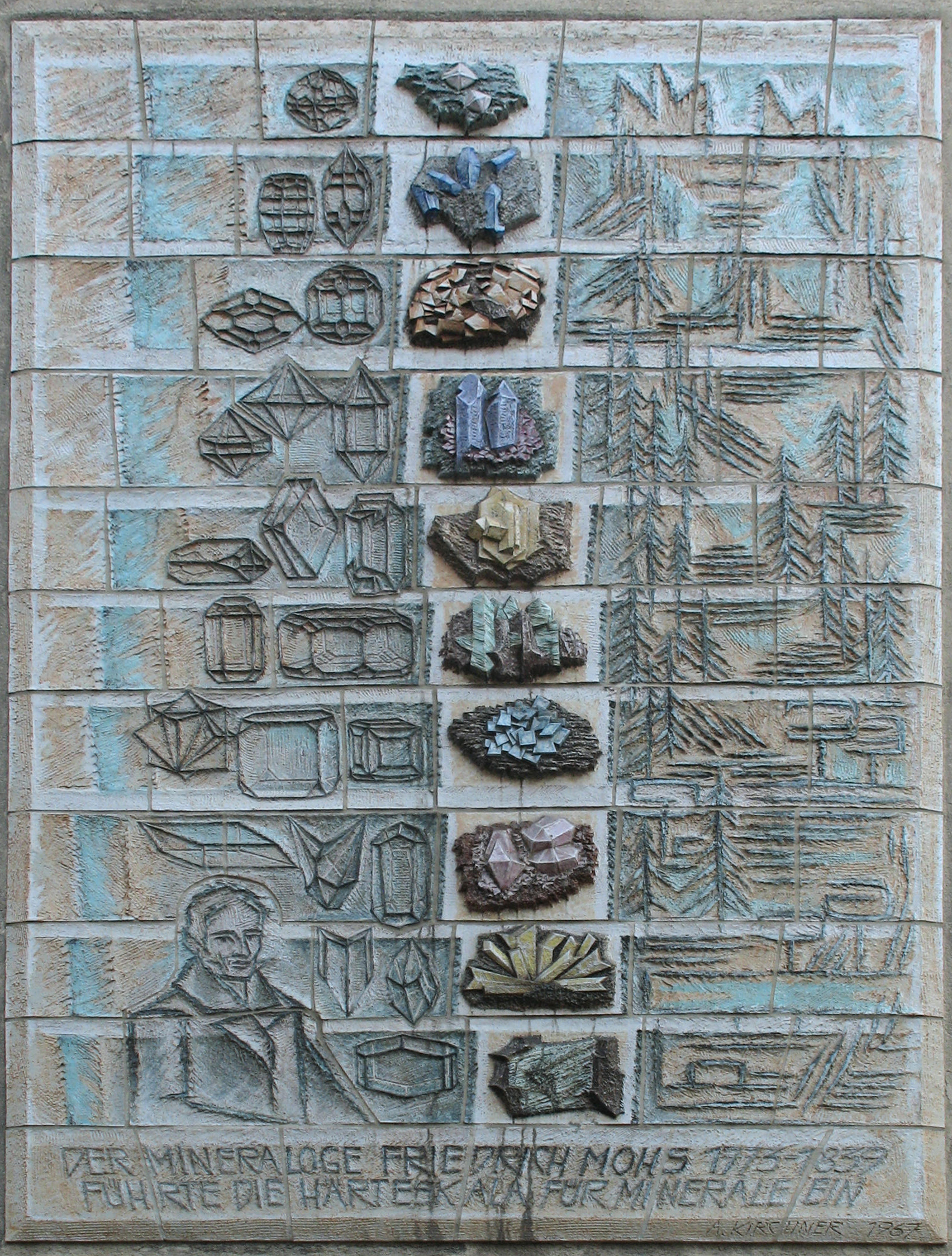
Placa comemorativa em Viena

Sua obra mais importante é o "Tratado de Mineralogia" (Grundriss der Mineralogie, 1825) e é sempre lembrado pela criação da escala de Mohs de dureza usada para os minerais.